# Табантальський сільський округ
Табанта́льський сільський округ (каз. Табантал ауылдық округі, рос. Табантальский сельский округ) — адміністративна одиниця у складі Хромтауського району Актюбінської області Казахстану. Адміністративний центр — село Табантал.
Населення — 540 осіб (2021; 817 у 2009, 1507 у 1999, 1735 у 1989).
Станом на 1989 рік існувала Магаджановська сільська рада (села Аралтобе, Жайлаусай, Коптогай, Табантал, селище Бакай). Пізніше село Аралтобе було передане до складу Абайського сільського округу. 1997 року Магаджановський сільський округ був ліквідований, його територія передана до складу Новоросійського сільського округу. Наново округ був відновлений як Табантальський сільський округ 2000 року шляхом відокремлення частини Новоросійського сільського округу площею 800,56 км². Село Бакай було ліквідовано 2019 року.

## Склад
До складу округу входять такі населені пункти:
| Населений пункт | Населення, осіб (1989) | Населення, осіб (1999) | Населення, осіб (2009) | Населення, осіб (2021) |
| --------------- | ---------------------- | ---------------------- | ---------------------- | ---------------------- |
| Жайлаусай, село | 216                    | 165                    | 107                    | 20                     |
| Коптогай, село  | 247                    | 253                    | 91                     | 29                     |
| Табантал, село  | 920                    | 784                    | 502                    | 491                    |
| --Бакай, село   | 352                    | 305                    | 117                    | -                      |